# Horváth-Stansics család
A gradeczi Horváth-Stansics (Stansith) Régi, Horvátországban már a 13., Magyarországon a 16. századtól fogva szereplő család, melynek neve eredetileg Stansics (Stansith) volt.
Nevezetesebb tagjai: H. Márk. Eleinte a győri vár lovas katonáinak hadnagya volt. 1556., mint Kerecsényi László utóda és Zrínyi Miklós elődje, szigetvári kapitány lett. A vár környékén garázdálkodó és zsarolásokat űző hajdúkat több ízben megverte és nyugalomra kényszerítette. Szigetvárát Szulejmán szultán vezére, Ali pasa ellen 48 napig hősiesen védelmezte, úgy hogy a nagyszámu török sereg kudarccal volt kénytelen elvonulni. I. Ferdinándtól jutalmul Bihar és Szepes vármegyében nagy birtokokat nyert. Később Baranya vármegye főispánja lett, s 1559-ben bárói rangra emelték. Megh. 1561. - H. Gergely, Márk fia, 1590-92. Szepes vármegye alispánja. Tudománykedvelő ember, aki Vittenbergában végezte tanulmányait és később is előmozdítani igyekezett vármegyéje tanügyeit. Megh. 1597. - Fia, H. Boldizsár, 1622-1623-ban szintén Szepes vármegye alispánja. - H. Imre, 1711. ugyanezen állást töltötte be. Az 1712-es pozsonyi országgyűlésen, melyen mint követ volt jelen, hirtelen meghalt.
A család férfiágon a 19. század elején halt ki.

## Birtokaik
- Nagyőri várkastély
- Svábfalva

## Neves családtagok
- Horváth Márk (?-1561) Szigetvár várkapitánya, végvári vitéz
- Horváth-Stancsics Gergely humanista
- Horváth Imre (?-1801) császári-királyi udvari tanácsos, 1790-1792-ben Szepes vármegye alispánja.